# 第16族元素
第16族元素（だいじゅうろくぞくげんそ）は周期表において第16族に属する元素の総称。酸素・硫黄・セレン・テルル・ポロニウム・リバモリウムがこれに分類される。酸素族元素、カルコゲン（英: chalcogen）とも呼ばれる。
硫黄、セレン、テルルは性質が似ているのに対し、酸素はいささか性質が異なり、ポロニウムは放射性元素で天然における存在量が少ない。この硫黄、セレン、テルルは金属元素と化合物を形成し種々の鉱石の主成分となっている。それ故、この三種の元素からなる元素族は、ギリシャ語で「石を作るもの」という意味のカルコゲンと命名された。また、3種の元素を硫黄族元素と呼ぶ場合もある。その後、周期表が充実されると、第16族をカルコゲンと呼び表す場面が見られるようになった。それ故、性質の異なる酸素はカルコゲンに含めない場合もある。

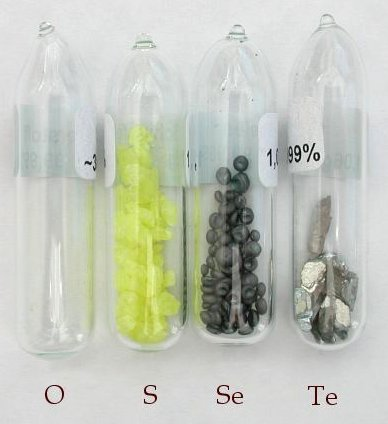
カルコゲン元素の単体のサンプル

## 性質
ハロゲンの左隣の列に位置し、価電子は最外殻のs軌道及び p 軌道にある電子である（s 軌道は 2 電子が占有し、p 軌道は 4 個の電子が占有しており単体モノマーは二価の陰イオンになりやすい）。
|                                  | 酸素 8O                                    | 硫黄 16S                                   | セレン 34Se                                         | テルル 52Te                                           | ポロニウム 84Po                                              |
| -------------------------------- | ------------------------------------------ | ------------------------------------------ | --------------------------------------------------- | ----------------------------------------------------- | ------------------------------------------------------------ |
| 電子配置                         | {\displaystyle {\ce {[He]{}2s^{2}{}2p^4}}} | {\displaystyle {\ce {[Ne]{}3s^{2}{}3p^4}}} | {\displaystyle {\ce {[Ar]{}3d^{10}{}4s^{2}{}4p^4}}} | {\displaystyle {\ce {[Kr]{}4d^{10}{}5s^{2}{}5p^{4}}}} | {\displaystyle {\ce {[Xe]{}4f^{14}{}5d^{10}{}6s^{2}{}6p^4}}} |
| 第1イオン化エネルギー (kJ·mol−1) | 1313.9                                     | 999.6                                      | 941                                                 | 869.3                                                 | 812                                                          |
| 第2イオン化エネルギー (kJ·mol−1) | 3388.3                                     | 2252                                       | 2045                                                | 1790                                                  | -                                                            |
| 電子付加エンタルピー (kJ·mol−1)  | -147                                       | -206                                       | -201                                                | -196                                                  | -189                                                         |
| 電子親和力 (kJ·mol−1)            | 141                                        | 200                                        | 195                                                 | 190                                                   | 183                                                          |
| 電気陰性度 (Allred-Rochow)       | 3.50                                       | 2.44                                       | 2.48                                                | 2.01                                                  | 1.76                                                         |
| イオン半径 (M2−, pm)             | 140                                        | 184                                        | 198                                                 | 221                                                   | (230)                                                        |
| イオン半径 (M4+, pm)             | -                                          | 51                                         | 64                                                  | 66                                                    | 65                                                           |
| イオン半径 (M6+, pm)             | -                                          | 26                                         | 42                                                  | 70                                                    | -                                                            |
| 共有結合半径 (pm)                | 73                                         | 104                                        | 117                                                 | 137                                                   | 153                                                          |
| van der Waals半径 (pm)           | 152                                        | 180                                        | 190                                                 | 206                                                   | -                                                            |
| 融点 (K)                         | 50.35 (O2)                                 | 386（α硫黄） 393（β硫黄） 380（γ硫黄）     | 490                                                 | 725                                                   | 527                                                          |
| 沸点 (K)                         | 90.18 (O2)                                 | 718                                        | 958                                                 | 1263                                                  | 1235                                                         |
| 還元電位 E0 (V)                  | +1.21 (O2/H2O)                             | +0.14 (S/H2S)                              | -                                                   | -                                                     | -                                                            |

第16族元素の単体は酸素のみ気体であり、硫黄、セレン、テルル、ポロニウムは固体である。
第16族元素の一部は炎色反応を示す。
| セレン | テルル |
| ------ | ------ |
| 青色   | 淡緑色 |

### 存在度
酸素は大気中に単体として存在するほかにも地殻の主成分であるケイ酸塩を初め化合物として広く大量に存在する（クラーク数）。
また、硫黄の単体が火山噴出物として見出されるほかにも、金属硫化物等が鉱石として濃縮された形で産出される。
セレンやテルルは存在量も少なく、金属精錬の副産物として産出される。放射性元素であるポロニウムはごくわずかな量がウラン鉱の副産物中に存在している。

### 同素体
また、第16元素単体はいずれも同素体を有し、特にカートネーション（catenation）性の強い硫黄はシクロ-S6、シクロ-S7、シクロ-S8、シクロ-S9、シクロ-S10、シクロ-S11、シクロ-S12、シクロ-S18、シクロ-S20、そして直鎖状の S∞ などと多様であり、炭素と並んで多数の同素体を持つことが特徴的である（記事 硫黄 に詳しい）。酸素は O2（二酸素、dioxygen）と O3（オゾン）、セレンはシクロ-Se8 と直鎖状の Se∞、テルルはらせん鎖構造 Te∞ とアモルファス構造の Te、そしてポロニウムは単純立方晶の α-Poと菱面体晶の β-Po が同素体として存在する。

### 電気陰性度
これら単体はいずれもハロゲンについで電気陰性度は高く反応性の高い元素群であり、周期が増大するにつれて金属性がいくぶん増大するが、酸素からセレンは共有結合物質であり、テルルとポロニウムは半金属である。

## 水素化物
第16元素は、一般式 H2M であらわされる水素化物を有する。
いずれも原子価殻電子対反発則で示されるように逆V字構造を持ち、非共有電子対間の反発により、周期が増大するほど水素の成す角度は正四面体構造の109度から乖離して小さくなる。
また周期が小さいほど安定で、H2O > H2S > H2Se > H2Te > H2Po の順に安定である。そして水 H2O は水素結合を形成する。      
硫化水素、セレン化水素、テルル化水素は性質が似ているが、水及び過酸化水素 H2O2 は大きく違う。
また、酸素を除くとカートネーション 性が高いため、ポリスルファン H2Sn (n ≥ 2) などの水素化物も知られている。
硫黄の水素化物の水素は酸性度が高く、プロトンとして電離しやすい。

## 酸化物
酸素自身の酸化物として、過酸化物と超酸化物が知られている。
酸素を除く第16元素の酸化物およびオキソ酸は
1. 同じ元素が多数の酸化数状態をとる
2. カートネーション[1]性が高い

という2つの特徴により多種多様な酸化物が存在する（記事 硫黄 に詳しい）。
硝酸などの常用される酸化剤を使用した場合、硫黄は+6まで酸化されるが、セレン、テルルは+4までしか酸化された酸化物しか与えない。

## ハロゲン化物
第16族元素のハロゲン化物を表に示す。
|          | 酸素                                                                            | 硫黄                                                                                 | セレン                                       | テルル                                                              | ポロニウム                                        |
| -------- | ------------------------------------------------------------------------------- | ------------------------------------------------------------------------------------ | -------------------------------------------- | ------------------------------------------------------------------- | ------------------------------------------------- |
| フッ化物 | 二フッ化三酸素 (O3F2) 二フッ化酸素 (OF2)                                        | 二フッ化二硫黄 (S2F2) 四フッ化硫黄 (SF4) 十フッ化二硫黄 (S2F10) 六フッ化硫黄 (SF6)   | 四フッ化セレン (SeF4) 六フッ化セレン (SeF6)  | 四フッ化テルル (TeF4) 十フッ化テルル (Te2F10) 六フッ化テルル (TeF6) |                                                   |
| 塩化物   | 一酸化二塩素 (Cl2O) 二酸化塩素 (ClO2) 六酸化二塩素 (Cl2O6) 七酸化二塩素 (Cl2O7) | 二塩化n硫黄 (SnCl2 (n ≥ 2)) 二塩化二硫黄 (S2Cl2) 二塩化硫黄 (SCl2) 四塩化硫黄 (SCl4) | 二塩化セレン (SeCl2) 四塩化セレン (SeCl4)    | 二塩化テルル (TeCl2) 四塩化テルル (TeCl4)                           | 二塩化ポロニウム (PoCl2) 四塩化ポロニウム (PoCl4) |
| 臭化物   | 一酸化二臭素 (Br2O) 二酸化臭素 (BrO2) 三酸化臭素 (BrO3)                         | 二臭化二硫黄 (S2Br2)                                                                 | 二臭化二セレン (Se2Br2) 四臭化セレン (SeBr4) | 二臭化テルル (TeBr2) 四臭化テルル (TeBr4)                           | 二臭化ポロニウム (PoBr2) 四臭化ポロニウム (PoBr4) |
| ヨウ化物 | 四酸化二ヨウ素 (I2O4) 九酸化四ヨウ素 (I4O9) 五酸化ヨウ素 (I2O5)                 |                                                                                      |                                              | 四ヨウ化テルル (TeI4)                                               | 四ヨウ化ポロニウム (PoI4)                         |

ここでは、カルコゲン元素（硫黄、セレン、テルル）のハロゲン化物について詳細に取り上げる。酸素のハロゲン化物については、記事 ハロゲンの酸化物 の項に詳しい。
ハロゲン中でも、フッ素は6価の第16族元素フッ化物を与える点で特徴的であり、他のハロゲン化物では第16族元素の最高酸化数はIV止まりである。
第16族元素のハロゲン化物は、SF6 と SeF6 が非常に安定であるのを例外として、化学的に活性な化合物である。例えば SF4 はフッ素化試剤、S2Cl2 および SCl2 は塩素化試剤やゴムの加硫剤として利用される。
二塩化n硫黄は、硫黄の数に応じて適当な n ≥ 2 の数字を n に代入する。